# Mount Jumper
Mount Jumper är ett berg i Antarktis. Det ligger i Västantarktis. Chile gör anspråk på området. Toppen på Mount Jumper är 2 890 meter över havet.
Terrängen runt Mount Jumper är bergig åt nordost, men åt sydväst är den kuperad. Trakten är obefolkad. Det finns inga samhällen i närheten.